# Conus brevis
Conus brevis é uma espécie de gastrópode do gênero Conus, pertencente a família Conidae.